# Donnaldsoncythere humesi
Donnaldsoncythere humesi är en kräftdjursart som först beskrevs av Clarence Clayton Hoff 1943.  Donnaldsoncythere humesi ingår i släktet Donnaldsoncythere och familjen Entocytheridae. Inga underarter finns listade i Catalogue of Life.